# Karl Pohle (Maler)
Karl Pohle (* 1905 in Bennigsen am Deister; † 1969 in Hannover) war ein deutscher Zeichner, Maler und Kunstlehrer.

## Leben
Karl Pohle nahm nach seinem Schulabschluss das Studium der angewandten und freien Malerei in Hannover an der dortigen Kunstgewerbeschule bei den Professoren Georg Kindermann und Carl Wiederhold auf. Er arbeitete zunächst als freischaffender Künstler; von 1931 bis 1939 hatte er eine Stelle als nebenamtlicher Lehrer an seiner ehemaligen Ausbildungsstätte, der hannoverschen Kunstgewerbeschule.
Ab 1932 beteiligte er sich regelmäßig an den Frühjahrs- und Herbstausstellungen des Kunstvereins Hannover.
1934 stellte Pohle auf einem Ölgemälde das von modernem Verkehr gesäumte Café „Kröpcke“ und seine belebte Umgebung dar. Das Bild, das im Folgejahr 1935 zu dem von der Stadt Hannover ausgeschriebenen Künstler-Wettbewerb „Hannover im Bild“ eingereicht wurde, erhielt zwar keinen Preis, wurde aber von der Stadt Hannover angekauft. Pohle war 1938, 1939 und 1941 auf der Großen Deutschen  Kunstausstellung in München vertreten.
1950 war Pohle in der Frühjahrsausstellung des Kunstvereins Hannover vertreten, die im Kestner-Museum gezeigt wurde.
Ab 1957 wirkte Pohle als Lehrer für Malen und Zeichnen an der nun Werkkunstschule Hannover genannten Bildungseinrichtung.
Gut ein halbes Jahrhundert nach seiner Entstehung wurde Pohles Bild „Kröpcke“ 1985 in der vom Hannoverschen Künstlerverein im Historischen Museum Hannover veranstalteten Gemeinschaftsausstellung Hannover im Bild. Künstler des 20. Jahrhunderts sehen Hannover und Hannoveraner gezeigt.

## Bekannte Werke (Auswahl)
- 1934: Kröpcke, Öl auf Leinen, 99,5 × 125 cm, im Besitz des Historischen Museums Hannover[1]
- 1958: Kaliwerk Hansa Empelde, Öl auf Leinwand, Leihgabe, ausgestellt im Niedersächsischen Museum für Kali- und Salzbergbau e.V.

## Sonstiges
- Richard Schlösser soll ab 1899 ein Schüler sowohl von Carl Bantzer als auch von Karl Pohle an der Kunstgewerbeschule in Hannover gewesen sein.[3] Allerdings war Pohle 1899 noch gar nicht geboren.[4] Vielleicht gab es einen weiteren Karl Pohle (als Senior?) als Lehrer an der hannoverschen Kunstgewerbeschule.

## Archivalien
Archivalien von und über Karl Pohle finden sich beispielsweise
- als „Lehrerpersonalakte P. 74“ im Stadtarchiv Hannover[5]